# Mohamed Habache
Mohamed Habache (محمد حبش) (ou Mohammad Al-Habash) (né le 1er octobre 1962 à Damas) est un homme politique, intellectuel, écrivain et religieux syrien. Il est la principale figure du mouvement de renouveau religieux en Syrie.

## Biographie
Mohamed Habache est né le 1er octobre 1962 à Damas. Fils d'un imam, il est né au sein d'une famille religieuse.
Il commence ses études religieuses à l'âge de douze ans ; on lui apprend alors à mémoriser le Coran.
Il fait ses études à l'université de Damas où il obtient un master en étude du droit musulman. Il a également fait ses études à l'université Saint-Joseph de Beyrouth d'où il est ressorti avec un diplôme en littérature arabe, puis à l'université de Tripoli d'où il est ressorti diplômé en études islamiques.
Après être revenu en Syrie, il obtient la plus haute distinction en mémorisation du Coran de la maison de la Fatwa (dar al-Ifta). Au Pakistan, l'université de Karachi lui a délivré un master en études islamiques.
Son doctorat, qu'il a obtenu à l'université du Saint-Coran à Khartoum, était consacré aux différents sens induits par les dix différentes récitations du Coran (al-qara'at al-Qorania).
Durant ses études, il a surtout été influencé par le mufti Ahmad Kuftaro, ainsi que par Abu Hanifa, l'imam Shatibi et al-Toufi al-Hanbali. C'est sous leur influence qu'il s'oppose aujourd'hui au monopole de la religion sur la politique, et sur une lecture littérale des textes religieux.
En 1988, il occupe le poste de professeur des sciences islamiques à l'Université islamique de Damas, puis il devient en 1992 professeur (« Tafsir ») à l'université Usul Ed-din. Il a ensuite servi comme secrétaire dans le centre d'introduction à la civilisation arabo-islamique. En plus de son métier d'enseignant, il a été en 1989 directeur des deux instituts du Coran en Syrie.
Élu au parlement syrien, il était député indépendant et membre de la commission administrative du parlement. En plus de représenter la Syrie dans des conférences internationales, il participait à des émissions politiques à la télévision et à la radio. Il a écrit une vingtaine de livres, dirige le centre d'études islamiques de Damas et conduit la prière du vendredi à la mosquée al-Zahrâ.
En 2012, à la suite de l'intensification de la crise syrienne, il a dû quitter la Syrie vers l'exil aux Émirats arabes unis d'où il s'émet souvent des critiques À propos de la politique du Régime syrien. Selon un document du Bundestag (parlement fédéral allemand), Habache figure parmi les membres d'une initiative de paix intercommunautaires dénommée « Conseil de la charte syrienne ».